# Ruslan Baltiyev
Ruslan Tahirovich Baltiev (Kazako:Рұслан Tahipoвiч Балтиев/Ruslan Tahiroviç Baltïev, Ruso:Руслан Taxиpoвич Балтиев) es un exfutbolista nacido en la Unión Soviética más precisamente en la República Socialista Soviética de Kazajistán.
Participó en la Selección de fútbol de Kazajistán siendo el mayor goleador de su selección nacional con un total de 13 goles, estuvo en 73 partidos y fue ganador de la "Kazakhstan Cup".

## Carrera
Baltiev comenzó su carrera en el Zhetysu FC en 1997 y después de una notable primera temporada en el fútbol profesional se trasladó a Kazajistán grand FC Kairat. También hizo su debut con la selección nacional en el mismo año. Después de 4 temporadas en la liga doméstica, su obra quedó advertida por el club ruso Sokol Saratov FC. Baltiev pasó 2 estaciones con la Russian Premier League club y estableció un buen nombre en el fútbol ruso.
Tras el descenso de su equipo en el 2002, fue vinculado con las transferencias a los mejores equipos de Ucrania y Rusia, y, finalmente, se encontró en el FC Dinamo Moskva , donde se convirtió en un jugador clave en la temporada de 2003, después de haber jugado todos los partidos, ayudando al club a terminar sexto en la liga. Después de una exitosa temporada con el Dinamo Baltiev completó un movimiento a otro lado Moscú FC Moscú , donde después de dos temporadas que no pudo mantener su lugar en el equipo principal y volvió a Kazajistán, jugar para uno de los equipos más fuertes de la liga doméstica FC Tobol . Baltiev fue uno de los mejores jugadores de la liga y ayudó a su nuevo club Tobol para competir por el título y jugar en las competiciones europeas. En diciembre de 2009 Baltiev firmó un contrato de 2 años con el Zhemchuzhina Sochi FC

## Goles con la selección
| #   | Fecha                    | Venue                                      | Oponente               | punto | Resultado | Competición                                          |
| --- | ------------------------ | ------------------------------------------ | ---------------------- | ----- | --------- | ---------------------------------------------------- |
| 1.  | 20 de septiembre de 1997 | Central Stadium, Almaty, Kazajistán        | Uzbekistán             | 1–1   | Empate    | Clasificación para la Copa Mundial de Fútbol de 1998 |
| 2.  | 10 de diciembre de 2000  | Sheikh Zayed Stadium, Abu Dhabi, EAU       | Emiratos Árabes Unidos | 5–2   | Derrota   | Amistoso                                             |
| 3.  | 10 de diciembre de 2000  | Sheikh Zayed Stadium, Abu Dhabi, EAU       | Emiratos Árabes Unidos | 5–2   | Derrota   | Amistoso                                             |
| 4.  | 12 de abril de 2001      | Al-Shaab, Bagdad, Irak                     | Nepal                  | 0–6   | Victoria  | Clasificación para la Copa Mundial de Fútbol de 2002 |
| 5.  | 16 de abril de 2001      | Al-Shaab, Bagdad, Irak                     | Irak                   | 1–1   | Derrota   | Clasificación para la Copa Mundial de Fútbol de 2002 |
| 6.  | 21 de abril de 2001      | Central Stadium, Almaty, Kazajistán        | Nepal                  | 4–0   | Victoria  | Clasificación para la Copa Mundial de Fútbol de 2002 |
| 7.  | 17 de noviembre de 2004  | Karaiskakis Stadium, Piraeus, Grecia       | Grecia                 | 3–1   | Derrota   | Clasificación para la Copa Mundial de Fútbol de 2006 |
| 8.  | 2 de julio de 2006       | Central Stadium, Almaty, Kazajistán        | Tayikistán             | 4–1   | Victoria  | Amistoso                                             |
| 9.  | 2 de junio de 2007       | Central Stadium, Almaty, Kazajistán        | Armenia                | 1–2   | Derrota   | Clasificación para la Eurocopa 2008                  |
| 10. | 6 de junio de 2007       | Central Stadium, Almaty, Kazajistán        | Azerbaiyán             | 1–1   | Derrota   | Clasificación para la Eurocopa 2008                  |
| 11. | 11 de febrero de 2009    | Atatürk Stadium, Antalya, Turquía          | Estonia                | 2–0   | Victoria  | Amistoso                                             |
| 12. | 11 de febrero de 2009    | Atatürk Stadium, Antalya, Turquía          | Estonia                | 2–0   | Victoria  | Amistoso                                             |
| 13. | 9 de septiembre de 2009  | Estadio Comunal, Andorra la Vieja, Andorra | Andorra                | 3–1   | Victoria  | Clasificación para la Copa Mundial de Fútbol de 2010 |